# Xiphophorus milleri
Xiphophorus milleri – gatunek słodko- i słonawowodnej ryby z rodziny piękniczkowatych (Poeciliidae). 

## Występowanie
Dopływy Lago de Catemaco w Meksyku. Występuje sympatrycznie z mieczykiem Hellera (Xiphophorus hellerii). 

## Wielkość
Samce osiągają około 3 cm, a samice 4,5 cm długości.